# Krombeinius megalaspis
Krombeinius megalaspis är en stekelart som först beskrevs av Peter Cameron 1912.
Krombeinius megalaspis ingår i släktet Krombeinius och familjen gropglanssteklar. Inga underarter finns listade i Catalogue of Life.